# 環球摩城唱片
環球摩城唱片（英語：Universal Motown Records），是一家位於美國的唱片公司，隸屬於環球音樂集團旗下的一個部門。它可視為傳奇摩城唱片的現代版本，同時也是環球音樂集團的一部分。儘管以城市音樂為主打，但該唱片公司及其子公司也代理一些搖滾音樂藝術家。

## 背景
2005年，摩城唱片公司與環球唱片公司的城市音樂藝術家進行了合併，共同創立了環球摩城唱片公司。該公司由前厄勒克特拉唱片首席執行官希薇亞·羅尼領導，並隸屬於環球音樂集團的新部門。摩城唱片公司於2008年末開始慶祝其成立五十周年（2009年1月12日），其中包括發行"The Complete No. 1"套裝，其中包含了在Billboard流行、R&B和迪斯科排行榜上排名第一的摩城熱門歌曲，以及重新發行摩城經典時代專輯的CD等活動，所有這些都是與環球音樂集團的目錄部門合作完成的。
然後，在2011年，環球音樂集團經歷了一次變革，摩城唱片從環球摩城唱片及其旗下品牌中分離出來，合併到島嶼好果醬音樂集團，成為獨立的唱片公司聯眾唱片（現已於2012年底縮寫為Republic Records），同時關閉了環球音樂集團。

## 外部連結
- 官方網站